# Дельфін де Віган
Дельфін де Віган (фр. Delphine de Vigan, 1 березня 1966) — французька письменниця, лауреатка Премії Ренодо ліцеїстів, Премії «Франс Телевізьйон» та Премії «Ротарі Ентернасьйональ».

## Життєпис
Перші чотири романи де Віган писала ночами, а вдень працювала в Альфорвілі у центрі дослідження громадської думки. Її дебютний роман «Дні голоду» (фр. Jours sans faim, 2001) було видано під псевдонімом «Лу Дельвіг» у видавництві «Grasset», після цього вона публіковала романи під своїм ім'ям.
Вона стала відомою після публікації роману про дівчину-підлітка та безпритульну «Но та я» (фр. No et moi, 2007), за який її було нагороджено Премією книготорговців, Премією Ротарі Ентернасьйональ та, у 2009 році, Премією Книгарень. «Но та я» було перекладено 20 мовами, а у 2010 році екранізовано режисеркою Забу Брайтман.
За «Підземні години» (фр. Heures souterraines) Дельфін де Віган у 2009 році було нагороджено Премією за найкращий роман про підприємство, а у 2010 році — Премією читачів Корсики. У 2012 році його було опубліковано українською — у перекладі Міли Іванцової у видавництві «Нора-Друк».
У 2011 році вийшов роман «Ніщо не заперечить ночі» (фр. Rien ne s'oppose à la nuit), за який письменниця отримала кілька престижних премій — Премію Ренодо ліцеїстів, Премію «Франс Телевізьйон», Премію «Ротарі Ентернасьйональ» та Премію за найкращий роман мережі книгарень «Fnac». У 2012 році де Віган отримала а цей роман Гран-прі читачок журналу «Elle». У «Ніщо не заперечить ночі» авторка розповідає історію своєї матері Люсіль, яка наклала на себе руки. Критики назвали його найкращим романом де Віган.
У 2015 році було опубліковано роман де Віган «На реальних подіях» (фр. D'après une histoire vraie), який було відзначено Премією Ренодо та Гонкурівською премією ліцеїстів. У липні 2016 року на Каннському фестивалі було оголошено, що роман буде екранізовано. Режисером фільму буде Роман Полянський, сценаристом — Олів'є Ассаяс. «На реальних подіях» було перекладено 20 мовами, у Франції роман став бестселером.
Дельфін де Віган одружена з літературним критиком Франсуа Бюснелем, у них двоє дітей.

### Романи
- Jours sans faim / Дні без голоду, Grasset, 2001 (під псевдонімом Лу Дельвіг)
- Les Jolis Garçons, Jean-Claude Lattès, 2005
- Un soir de décembre, Jean-Claude Lattès, 2005
- No et moi / Но та я, Jean-Claude Lattès, 2007
- Sous le manteau, Flammarion, 2008
- Les Heures souterraines / Підземні години, Jean-Claude Lattès, 2009 (Нора-Друк, 2012)
- Rien ne s'oppose à la nuit / Ніщо не заперечить ночі, Jean-Claude Lattès, 2011
- D'après une histoire vraie / На реальних подіях, Jean-Claude Lattes, 2015

### Сценарії
- Будь моїм сином (2011) (з Жілем Леграном, Нільсом Ареструпом та Лораном Дойчем)

## Громадська позиція
У 2017 підписала петицію до президента Росії з вимогою звільнити українського режисера Олега Сенцова

## Українські переклади
- Дельфін де Віган. Підземні години / пер. з фр. Міла Іванцова. — К. : Нора-Друк, 2012. — 232 с. — ISBN 978-966-2961-71-3.
- Дельфін де Віґан. Ніщо не заперечить ночі / пер. з фр. Наталія Якубовська. — Х. :  Віват, 2017. — 384 с. — ISBN 978-617-690-804-3.
- Дельфін де Віґан. На реальних подіях / пер. з фр. Наталія Якубовська. — Х. :  Віват, 2018. — 352 с. — ISBN 978-966-942-236-1.